# Wir kommen um uns zu beschweren
Wir kommen um uns zu beschweren ist das dritte Studioalbum der deutschen Rockband Tocotronic, das im April 1996 erschien. 

## Entstehung und Veröffentlichung
Die Erstveröffentlichung von Wir kommen um uns zu beschweren erfolgte am 1. April 1996 bei L’age d’or. Das Album erschien in seiner Originalausführung als CD mit 16 Titeln (Katalognummer: 531180-2). Am 27. September 2019 erschien das Album erstmals als LP-Ausführung bei Buback Records (Katalognummer: IN918121).
Geschrieben wurden alle Lieder gemeinsam von den Tocotronic-Mitgliedern Dirk von Lowtzow, Jan Müller und Arne Zank. Für die Produktion aller Lieder zeichnete Carol von Rautenkranz verantwortlich. Die Aufnahmen erfolgten im Dezember 1995 im Hamburger Soundgarden Studio.

## Stil und Texte
Das Album führt den Stil der ersten beiden Alben fort und enthält sowohl kurze Pop-Punk-Songs als auch längere Rock-Stücke mit ausschweifenden Soli. Die Texte sind sehr persönlich und melancholisch, enthalten aber auch geballte Wut und die für Tocotronic typischen und eingängigen Slogans.
In den Liedtiteln und Texten beziehen sich Tocotronic u. a. auf die Band Team Dresch, die TV-Serie Ich heirate eine Familie und Mark E. Smith, den Sänger der Band The Fall.

## Titelliste
1. Jetzt geht wieder alles von vorne los – 03:56
2. Die Welt kann mich nicht mehr verstehen – 01:38
3. Ich habe geträumt, ich wäre Pizza essen mit Mark E. Smith – 01:09
4. Schritte auf der Treppe – 03:40
5. Wir kommen um uns zu beschweren – 02:01
6. So jung kommen wir nicht mehr zusammen – 05:46
7. Der Cousin – 01:03
8. Ich verabscheue euch wegen eurer Kleinkunst zutiefst – 01:20
9. Bitte gebt mir meinen Verstand zurück – 02:22
10. Die Sache mit der Team Dresch Platte – 01:19
11. Ich bin ganz sicher schon mal hiergewesen – 06:24
12. Ich wünschte, ich würde mich für Tennis interessieren – 02:57
13. Ich werde mich nie verändern – 01:47
14. Ich möchte irgendwas für dich sein – 07:46
15. Ich mache meinen Frieden mit euch – 01:37
16. Ich heirate eine Familie – 03:41

## Singleauskopplungen
- Die Welt kann mich nicht mehr verstehen (Erstveröffentlichung: 4. März 1996)

1. Die Welt kann mich nicht mehr verstehen
2. So jung kommen wir nicht mehr zusammen
3. Die 10 Uhr Show (Original: Huah!)
4. Ich möchte Teil einer Jugendbewegung sein (International Version)

## Rezensionen
In einer Rezension von Arne Willander vom Rolling Stone aus dem Januar 2011 wird das Album als „beste deutsche Punkrock-Platte seit den frühen Ton Steine Scherben und Monarchie und Alltag sowie als Antwort auf Nevermind“ bezeichnet.
Björn Döring von Amazon sieht in der Platte ein Statement gegen jegliche Perfektion und erkennt eine Etablierung als bemerkenswert eigenständige Stimme in der deutschen Popmusik.

## Chartplatzierungen
| ChartsChartplatzierungen | Höchstplatzierung | Wochen |
| ------------------------ | ----------------- | ------ |
| Deutschland (GfK)        | 47 (9 Wo.)        | 9      |